# Pizzo della Presolana
Le Pizzo della Presolana est un sommet des Alpes, à 2 521 m, dans les Alpes bergamasques, en Italie (Lombardie).
Les cimes principales, constituées de roches calcaires, forment une chaîne comprenant d'ouest en est : la Presolana di Castione (2 474 m), la Presolana del Prato (2 447 m), la Presolana occidentale (la plus élevée, 2 521 m), la Presolana centrale (2 517 m), la Presolana orientale (2 490 m) et le Monte Visolo (2 369 m).
Le versant méridional (Castione della Presolana), en particulier du côté du col de Presolana présente une pente relativement douce, tandis que le versant septentrional (Colere) est pratiquement vertical.
Du point de vue de l'alpinisme, le Pizzo della Presolana est probablement la plus importante montagne de la province de Bergame, bien qu'elle ne soit pas la plus élevée (titre qui revient au Pizzo di Coca, à 3 052 m) et malgré le fait que l'ascension par la voie normale soit relativement simple. La raison en est qu'il présente cependant un nombre important de voies, de par leur difficulté et leur variété, mais également parce qu'elle partent relativement bas dans la vallée, ce qui en facilite l'accès, notamment durant l'hiver. La cime occidentale fut gravie pour la première fois en 1879 par Carlo Médecins, Frédéric Frizzoni et Antonio Curò, fondateur de la section bergamasque du Comité alpin italien.
Sur ses flancs sont implantées de nombreuses installations pour la pratique des sports d'hiver, notamment le ski alpin.